# یواس‌اس مالیفن (ای‌کی‌ای-۶۱)
یواس‌اس مالیفن (ای‌کی‌ای-۶۱) (به انگلیسی: USS Muliphen (AKA-61)) یک کشتی است که طول آن ۴۵۹ فوت ۲ اینچ (۱۳۹٫۹۵ متر) می‌باشد. این کشتی در سال ۱۹۴۴ ساخته شد.